# Paratriaenops auritus
Espèce
Synonymes
- Triaenops aurita Grandidier, 1912 (protonyme)

Statut de conservation UICN

 VU B1ab(iii) : Vulnérable
Paratriaenops auritus est une espèce de chauves-souris de la famille des Hipposideridae.

## Répartition et habitat

Distribution de l'espèce.

Cette espèce est endémique de Madagascar.

## Liste des sous-espèces
L'espèce est décrite sous le protonyme de Triaenops aurita par Alfred Grandidier en 1912, et déplacée pour le genre Paratriaenops en 2009, à la création de celui-ci par Petr Benda et Peter Vallo.